# Georges Deicha
Pour les articles homonymes, voir Deicha.
Compléments
Pionnier de la recherche sur les inclusions fluides et la fractographie
Georges Deicha, né le 29 mai 1917 à Moscou et décédé le 11 février 2011 à Louveciennes, est un géologue et minéralogiste français connu pour ses travaux pionniers sur les inclusions fluides. Il est également connu pour ses œuvres sculptées, notamment ses médailles.

## Biographie

### Enfance et études
Georges Deicha naît en Russie d'un père ingénieur et d'une mère  écrivain. En 1924, toute la famille quitte la Russie pour s'établir en France à Saint Germain en Laye. Dès lors, Deicha reçoit une éducation parfaitement française et ne quitte plus la "ville royale". Sa tombe se trouve au cimetière local. Après le baccalauréat, il s'oriente vers des études de sciences et de géologie en Sorbonne.
Il entreprend alors l’étude de la cristallisation du gypse du bassin parisien et en fait son sujet de doctorat (première dissertation) soutenue devant l'Université de Paris. Il poursuit ses recherches et réalise un doctorat en sciences naturelles sur la recherche microscopique, l'étude physique et l'interprétation des inclusions primaires fluides dans les minéraux et les roches, spécialité alors très peu développée. Dès lors, il devient un pionnier dans cette discipline et s'engage dans la recherche comme chercheur au CNRS dès la re-création de ce dernier en 1945.

### Géologue et minéralogiste

#### Les inclusions fluides
Au sein du Laboratoire de Géologie appliquée de la Faculté des sciences de Paris sous la direction du professeur Louis Barrabé, il met au point différents moyens techniques permettant d’identifier, d’observer et d’analyser les inclusions, comme des appareillages permettant une approche rapide sur le terrain, notamment les essais par écrasement.
En 1960, lors du Congrès Géologique International de Copenhague, Deicha fonde avec Edwin Woods Roedder (États-Unis) et Nikolai Porfir'jevic Ermakov (URSS) la Commission on Ore-Forming Fluids in Inclusions (COFFI).
En 1962, il met au point avec Claude Sella la fractographie électronique.
Il poursuit ses recherches au CNRS comme directeur de recherche. À ce titre, il assure plusieurs enseignements dans le troisième cycle de Métallogénie à Paris (où il développa des applications à l’étude des minerais et de leurs gangues) et de Pétrographie à Orsay. Il initie également plusieurs thèses sur les inclusions.

#### Postérité scientifique
En 1995, Jan Houghton Brunn écrit dans son rapport : « On constate que les recherches de G. Deicha, d’abord solitaires, ont débouché sur une discipline à part entière, qui a trouvé des applications dans tous les domaines des Sciences de la Terre, et à laquelle plusieurs milliers de publications ont été consacrées. ». L’expression « méthode Deicha » est utilisée de nos jours dans la littérature russe notamment. À partir de la Commission on Ore-Forming Fluids in Inclusions, dont il était l’un des trois pères-fondateurs, se développa un grand intérêt dans la communauté scientifique pour les recherches sur les inclusions fluides.
En 2003, Michel Dubois souligne que « G. Deicha, en France, F. Gordon Smith au Canada et E. Roedder, aux États-Unis, ont, grâce à leur acharnement remis les inclusions fluides au rang des techniques de minéralogie de premier plan ».
Le centenaire de sa naissance fut célébré en 2017 à Nancy lors du congrès bisannuel européen des recherches courantes sur les inclusions fluides (European Current Research on Fluid Inclusions), ainsi que par différentes publications.

## Sculpteur et médailleur

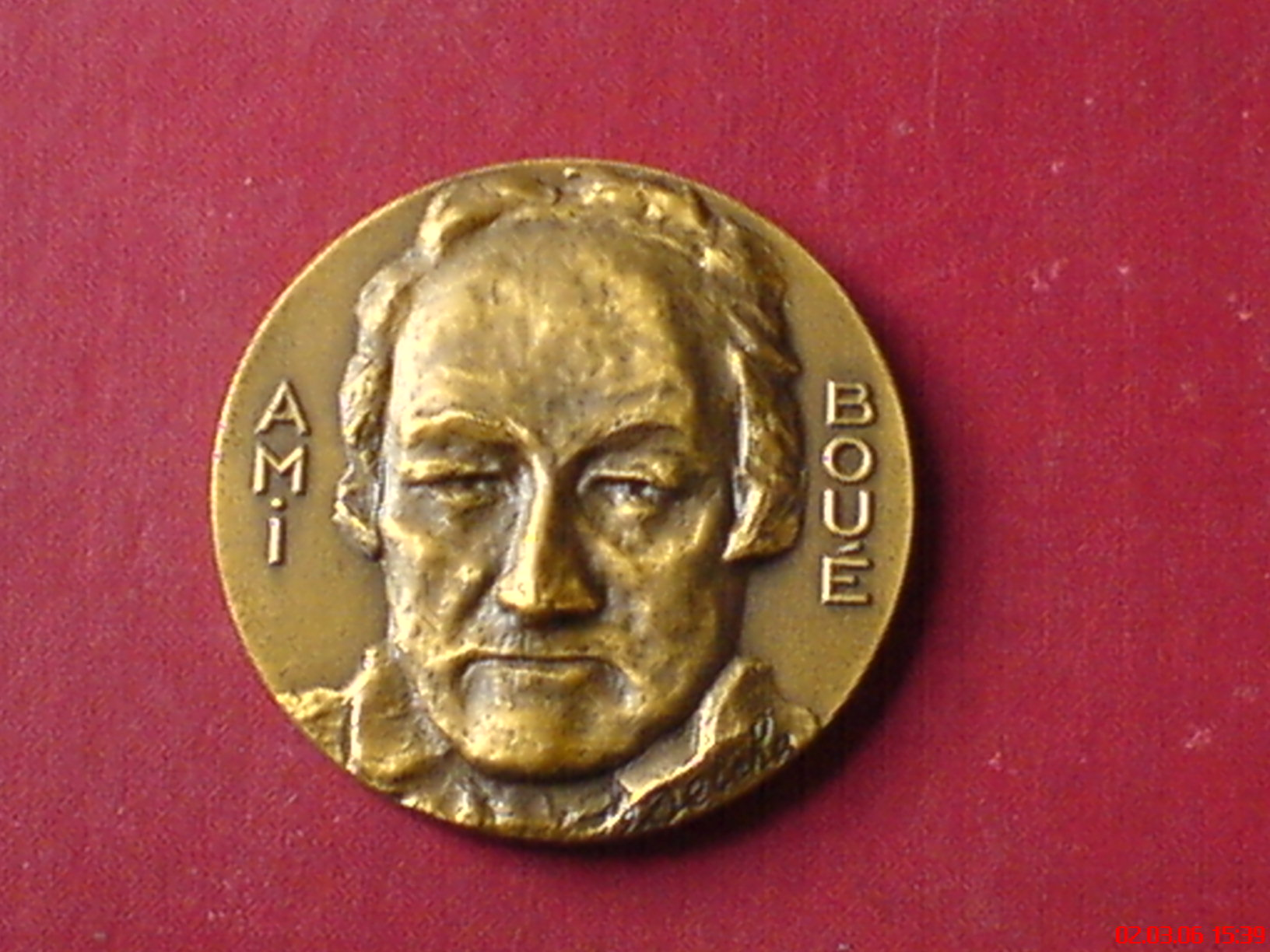
Médaille de la SGF sculptée par Georges Deicha

Georges Deicha pratique en dehors de ses activités scientifiques la sculpture en bas-relief. Il réalise principalement des profils en médaille, et quelques sculptures en ronde-bosse restées à l'état d'exemplaires uniques. Ses médailles sont en bronze fondu ou, notamment pour celles tirées en nombres plus importants, frappées au balancier par Arthus-Bertrand.
Deicha honora ainsi, par la médaille, plusieurs géologues ou scientifiques célèbres : Valérien Agafonoff, Pavel Milioukov, Léon Bertrand, Ami Boué, Louis Barrabé, Pierre Pruvost, Raymond Furon.
La plupart de ces créations sont associées aux prix de la Société géologique de France.
Deicha participa aussi au concours en 1973 lancé par l'État français pour la nouvelle pièce de 10 francs, remporté par Georges Mathieu.

## Sociétés scientifiques et prix
- membre de la Société géologique de France.
- membre d’honneur de la Société américaine de minéralogie[10]
- membre d’honneur de la Société allemande de minéralogie (1982)[11].
- membre d’honneur de la Société Russe de Minéralogie et de Cristallographie (1999)[12].
- membre d'honneur de la Société Amicale des Géologues Amateurs[13].
- Prix Barrabé (1966) de la Société géologique de France[14].
- Prix Gaudry (1995) de la Société géologique de France pour l’ensemble de son œuvre[15].